# Sonia Rubinsky
Sonia Rubinsky (Campinas, 10 de junho de 1957) é uma pianista brasileira.

## Biografia
É filha de Zilda Kaplan Rubinsky, professora de Língua Portuguesa e Latim, e de Samuel Rubinsky, professor de Física. Iniciou seus estudos de piano no Brasil, ainda pequena. Quando criança participou da formação do Quinteto Rubinsky, com os irmãos Fanny, Neide, Lilian e Ismael, chegando a gravar um disco. Aos doze anos, tocou com as orquestras Sinfônica de Campinas e do Teatro Municipal de São Paulo.
A partir de 1972, continuou seus estudos em Israel, na Academia de Música Rubin, onde completou o bacharelado. Em 1979, foi para os Estados Unidos, onde cursou o mestrado e obteve o seu PhD em Piano Performance pela renomada Juilliard School, de Nova York.
Em 2002, casada com o matemático Stéphane Mallat, muda-se para a França, onde prossegue sua carreira de concertista, apresentando-se na Europa (Roma, Amsterdam, Paris), nos Estados Unidos (Nova York, Boston, Chicago, Los Angeles), Canadá (Toronto), em Israel (Tel-Aviv) e no Uruguai (Montevidéu). No Brasil, tem se apresentado com a Orquestra Sinfônica doTeatro Municipal do Rio de Janeiro e de São Paulo, com a Orquestra Sinfônica do Estado de São Paulo, com a OSUSP Orquestra Sinfônica da Universidade de São Paulo  e a Orquestra Sinfônica de Campinas.
Entre os prêmios recebidos estão o de "Melhor Recitalista do Ano", pela Associação Paulista de Críticos de Arte, o William Petschek Award da Juilliard School e o primeiro prêmio no concurso Artists International, ambos em Nova York.
Gravou a obra completa para piano de Villa-Lobos (8 volumes) pela gravadora Naxos. O volume I foi indicado para o Grammy e também foi escolhido pela revista Gramophone um dos cinco melhores lançamentos de 1999. O volume V foi selecionado pela Gramophone como um dos dez melhores lançamentos de outubro de 2006. Sonia Rubinsky gravou também obras de John Adams, Debussy, Messiaen, Jorge Liderman e Mozart.
Sonia Rubinsky ganhou o Prêmio Carlos Gomes de "Pianista do Ano" em 2006 e "Instrumentista do Ano de 2009".
Em 2008, lançou no Brasil, pela Algol Editora, as sonatas de Domenico Scarlatti.
Atualmente Sonia Rubinsky vive em Paris. A artista se apresenta como solista, mas desenvolve também o trabalho de "Artista em Residência no Edward Aldwell Center e desenvolve o Villa-Lobos Project em parceria com a maestrina Simone Menezes e diversos artistas de todo o mundo.

## CDs
- PANDA CLASSICS - Issue Nos. 1-3 (3CDs)
- Obra completa de Villa-Lobos - Naxos[1]

- VILLA-LOBOS: Piano Music, Vol. 1 (A Prole do Bebê, No. 1 / Cirandas)
- VILLA-LOBOS: Piano Music, Vol. 2 (A Prole do Bebe, No. 2 / Cirandinhas)
- VILLA-LOBOS: Piano Music, Vol. 3 (Circlo Brasileiro / Choros Nos. 1, 2 and 5)
- VILLA-LOBOS: Piano Music, Vol. 4 (Bachianas Brasileiras No. 4 / Carnaval das Crianças)
- VILLA-LOBOS: Piano Music, Vol. 5 (Guia prático I-IX)
- VILLA-LOBOS: Piano Music, Vol. 6
- VILLA-LOBOS, H.: Piano Music, Vol. 7 - Amazonas / Histórias da Carochinha / Valsa Scherzo
- VILLA-LOBOS, H.: Piano Music, Vol. 8 - Guia prático, Book 10, 11 / Suítes infantis Números 1, 2 / Guia prático, Vol. 1
- SCARLATTI:  16 Sonatas de Domenico Scarlatti - Algol Records
- MOZART: Sonata K 331, Adagio in B minor, Duport Variations, Rondo in A minor - Classicos
- LIDERMAN: Trompetas de Prata - Piano Quintet with Cuarteto Latino Americano and Sonia Rubinsky - Albany Records
- DEBUSSY: Estampes, Soirée dans Grenade, Jardin sous la pluie - Daghlian Records 1989
- MESSIAEN: Gaze of the Father and Gaze of the joyful Spirit -  Daghlian Records 1989
- G.L.FRANK: Voice of the People - MSR 2010
- SHOSTAKOVITCH: Voice of the People - MSR 2010
- MENDELSSOHN: Canções sem Palavras (obra completa) - Algol Records

## Prêmios
- O volume I da obra completa de Villa-Lobos foi indicado para o Grammy e eleito pela revista Gramophone como um dos cinco melhores lançamentos de 1999.
- O volume V  da obra completa de Villa-Lobos foi selecionado pela revista Gramophone como um dos dez melhores lançamentos de outubro de 2006.
- O volume VIII da obra completa de Villa-Lobos foi premiado como "Melhor Gravação do Ano"no Latin Grammy Awards 2009.
- Prêmio Carlos Gomes: "Pianista do Ano" de 2006 e "Instrumentista do Ano de 2009".
- GÓES, L. Mulher brasileira em primeiro lugar. Rio de Janeiro: Ediouro, 2007.